# Sturnira mordax
Sturnira mordax е вид бозайник от семейство Phyllostomidae. Видът е почти застрашен от изчезване.

## Разпространение
Видът е разпространен само в Коста Рика и Панама.